# Qiangdui (sockenhuvudort i Kina, Tibet Autonomous Region, lat 29,09, long 89,37)
Qiangdui (kinesiska: 强堆, 强堆乡) är en sockenhuvudort i Kina. Den ligger i den autonoma regionen Tibet, i den sydvästra delen av landet, omkring 180 kilometer väster om regionhuvudstaden Lhasa. Antalet invånare är 2 369. Befolkningen består av 1 067 kvinnor och 1 302 män. Barn under 15 år utgör 26,0 %, vuxna 15-64 år 67 %, och äldre över 65 år 6,0 %.
Runt Qiangdui är det glesbefolkat, med 16 invånare per kvadratkilometer. Närmaste större samhälle är Luobuqiongzi, 14,2 km nordväst om Qiangdui. Trakten runt Qiangdui består i huvudsak av gräsmarker.
Genomsnittlig årsnederbörd är 600 millimeter. Den regnigaste månaden är juli, med i genomsnitt 201 mm nederbörd, och den torraste är januari, med 2 mm nederbörd.